# 中国人民银行模拟银行实验中心
中国人民银行模拟银行实验中心是西南财经大学于1996年获批建立的一所校内科研辅助机构。

## 历史
1999年1月正式成立。1999年3月，西南财经大学改变其管理体制，该中心开始实行人员招聘、自负盈亏的运作模式。
2000年，模拟中心曾参与西南财经大学的研究生培养；2002年，西南财经大学在四川省绵阳市成立了电子商务学院，该学院与模拟中心实行一套班子，两个牌子的模式。 
现今的西南财经大学并无此机构。